# VfL Telstar Bochum
Der VfL Telstar Bochum ist ein deutscher Volleyballverein mit Sitz in der nordrhein-westfälischen Stadt Bochum.

## Geschichte
Die erste Frauen-Mannschaft stieg zur Saison 1978/79 in die 2. Bundesliga Nord auf und platzierte sich in der Debüt-Saison mit 18:18 Punkten auf dem fünften Platz. Nach der Folgesaison verbesserte man sich dann noch einmal mit 20:16 Punkten auf den vierten Platz. Dies wurde aber nach der Saison 1980/81 noch einmal getoppt, wo die Mannschaft mit 30:2 Punkten erster wurde und somit in die Bundesliga aufsteigen durfte. Etablieren konnte sich das Team hier jedoch nicht, mit 2:34 Punkten stieg die Mannschaft nach der Spielzeit 1981/82 auch sofort wieder in die 2. Bundesliga ab.
Zurück im Unterhaus platzierte sich die Mannschaft erst einmal im Mittelfeld, kann in den folgenden Jahren aber auch nicht mehr an frühere Erfolge anknüpfen. Nach der Runde 1985/86 geht es dann endgültig mit 6:30 Punkten als Tabellenletzter wieder hinunter in die Regionalliga.
Heutzutage spielt die erste Frauen- als auch Männer-Mannschaft in der Oberliga.